# Смеющаяся кукабара
Смеющаяся кукабара, или смеющаяся кукабарра, или смеющийся зимородок, или кукабарра, или зимородок-великан (лат. Dacelo novaeguineae) — вид птиц из семейства зимородковых.

## Описание
Хищная птица среднего размера и плотного сложения, длина тела — 45—47 см, размах крыльев 65 см. Самки немного тяжелее самцов и весят от 190 до 464 г (в среднем 352 г), тогда как самцы весят от 196 до 450 г (в среднем 307 г). Голова большая, с длинным клювом, в отличие от остальных видов кукабар преобладают грязно-белые, серые и бурые тона. Внешность и голоса самцов, самок и птенцов старше трёх месяцев почти не отличаются. Птицы издают звуки, напоминающие человеческий смех.

## Распространение и места обитания
Родина вида — восточная Австралия, откуда была интродуцирована на юго-запад материка, в Тасманию, на острова Флиндерс и Кенгуру и в Новую Зеландию. Она населяет лесистые районы или редколесья, обычно со сравнительно прохладным и влажным климатом. Являясь территориальной птицей, сезонных перелётов не совершает.

## Биология
Питаться кукабары предпочитают пресмыкающимися и насекомыми, а также пресноводными ракообразными. Ловит также мелких грызунов и молодых птиц. Добычу (особенно ядовитых змей) они убивают, сбрасывая с высоты вниз на землю.
Гнёзда кукабара устраивает в дуплах эвкалиптов. Время размножения приходится на август—декабрь. Самка откладывает от 2 до 4 жемчужно-белых яиц, обычно с промежутком в один день, которые насиживает 24—26 суток. Вылупившиеся птенцы голые и слепые, но размером лишь немногим меньше взрослой птицы. Молодые птицы, родившиеся в прошлом году, часто остаются с родителями и помогают им насиживать яйца следующей кладки.
Выделяют два подвида:
- Dacelo novaeguineae novaeguineae — собственно смеющаяся кукабара (Восточная Австралия);
- Dacelo novaeguineae minor — малая смеющаяся кукабара (Кейп-Йорк).

## Фото

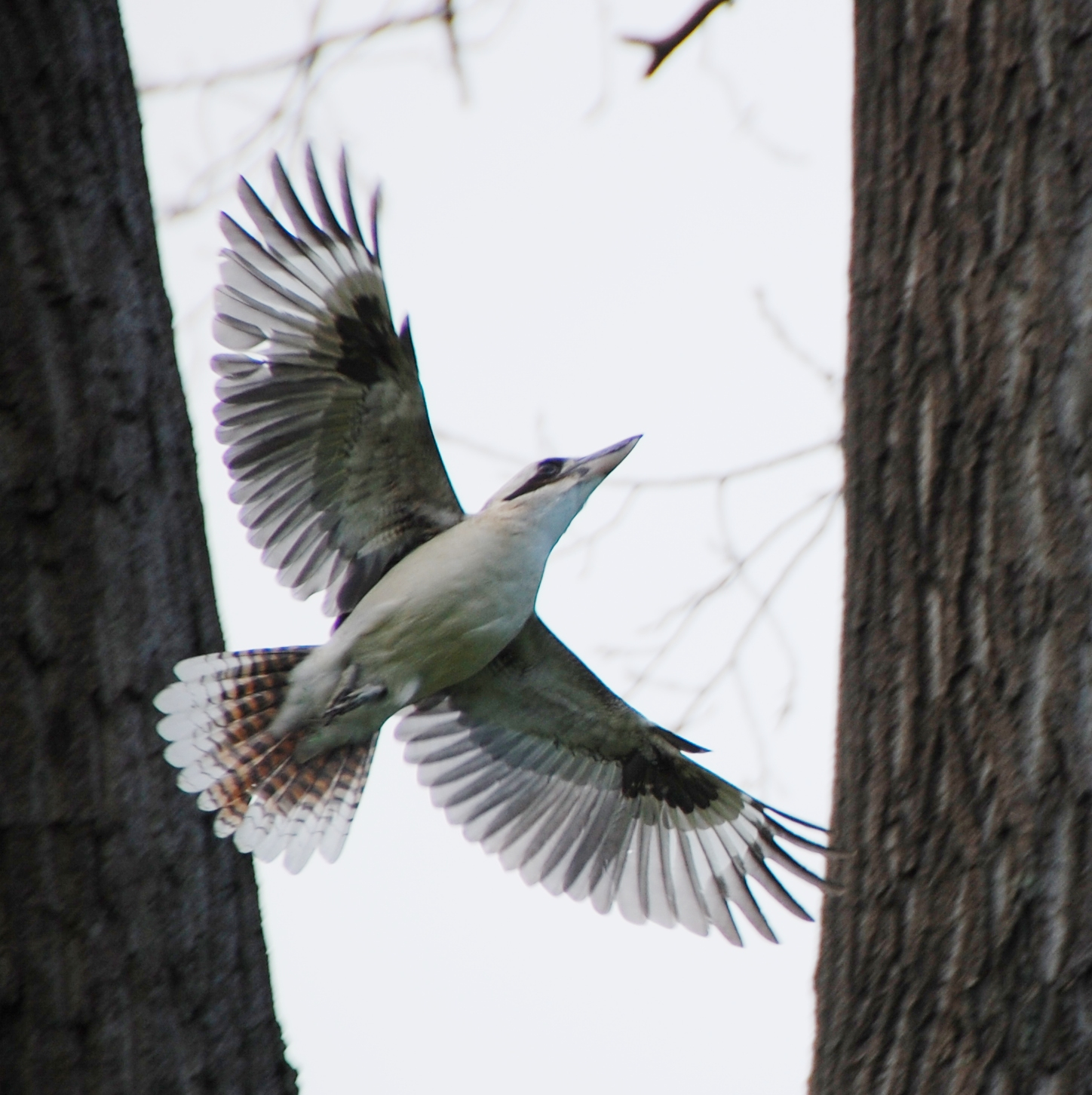
Кукабарра в полёте
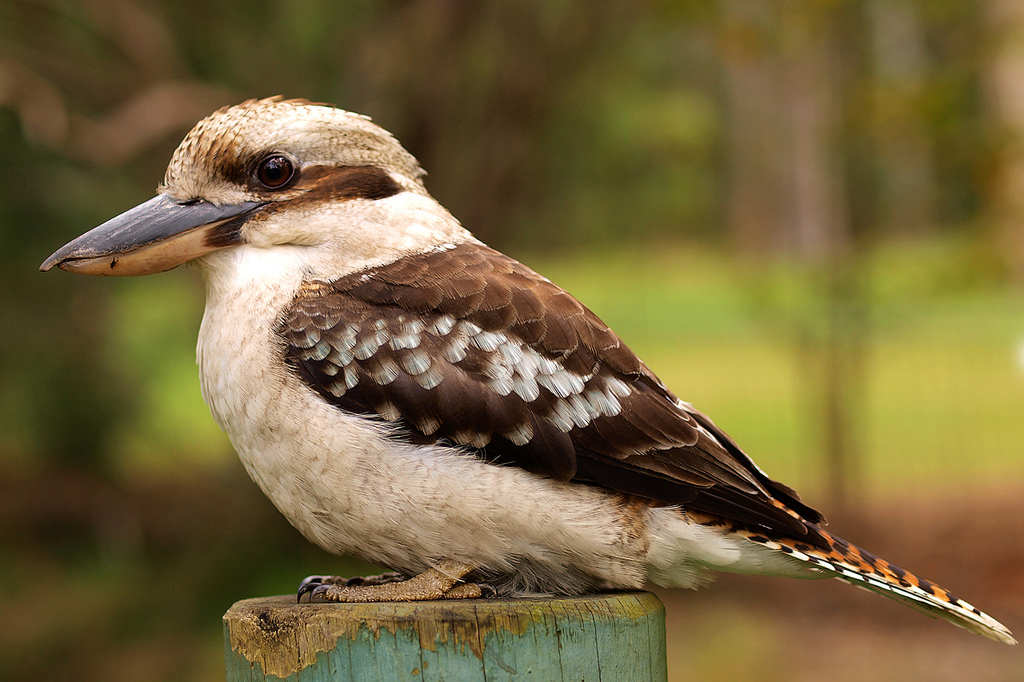
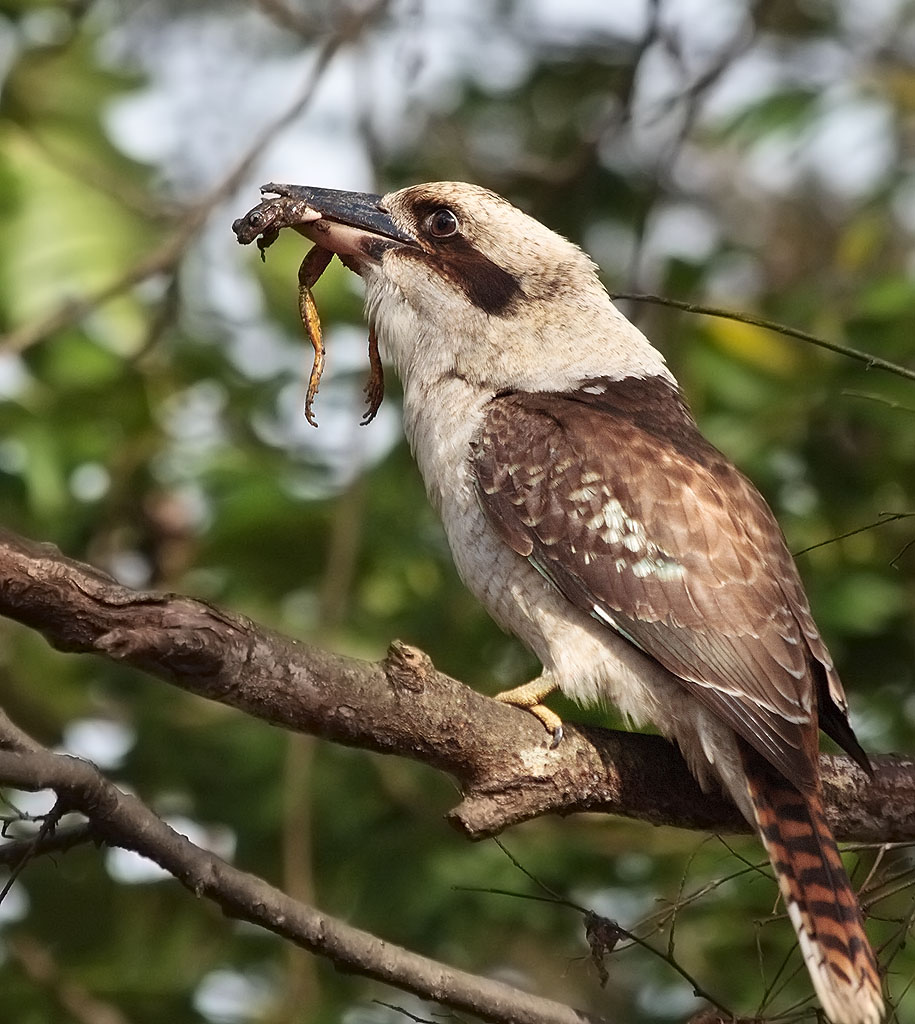
Кукабарра с добычей
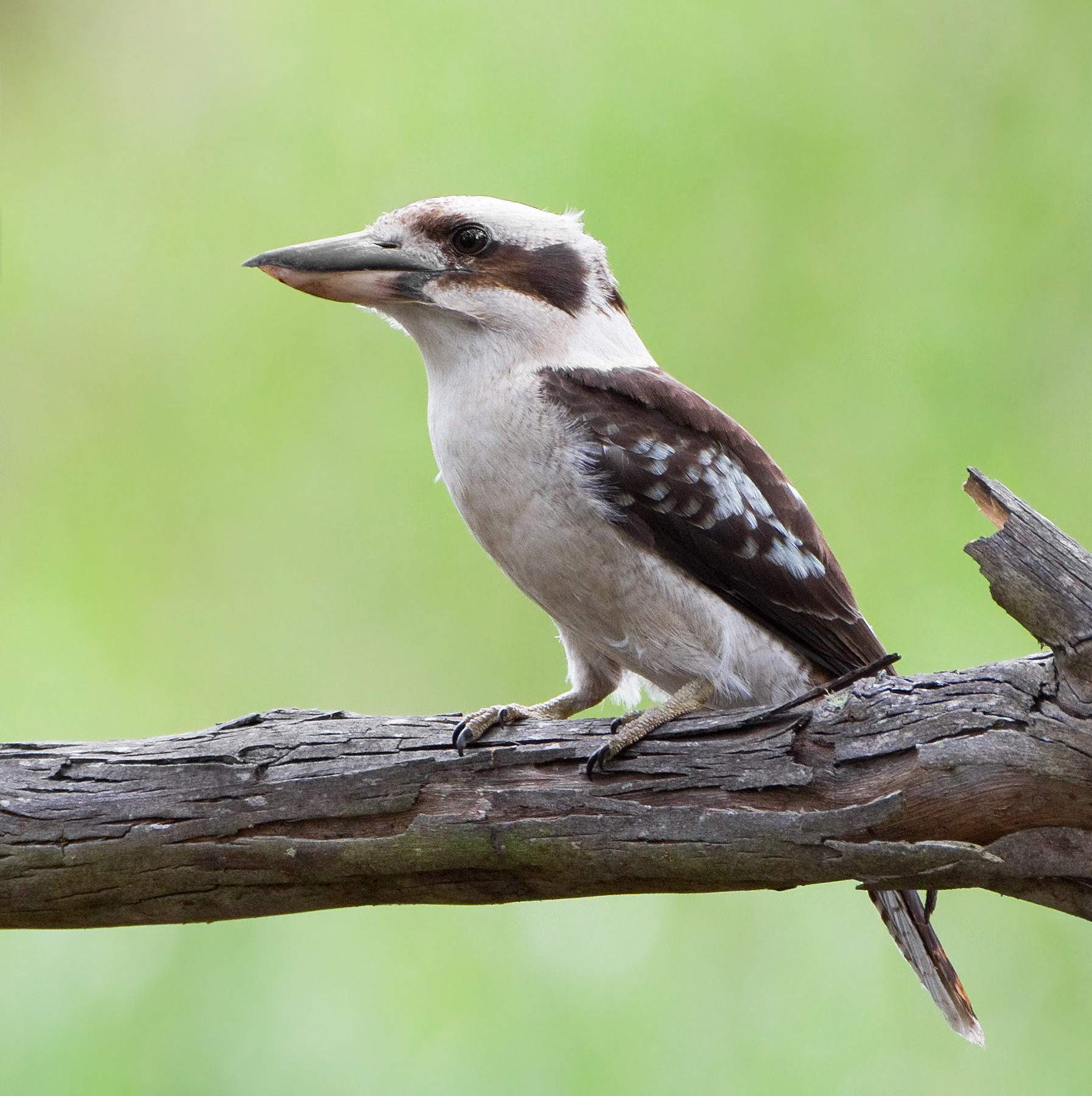
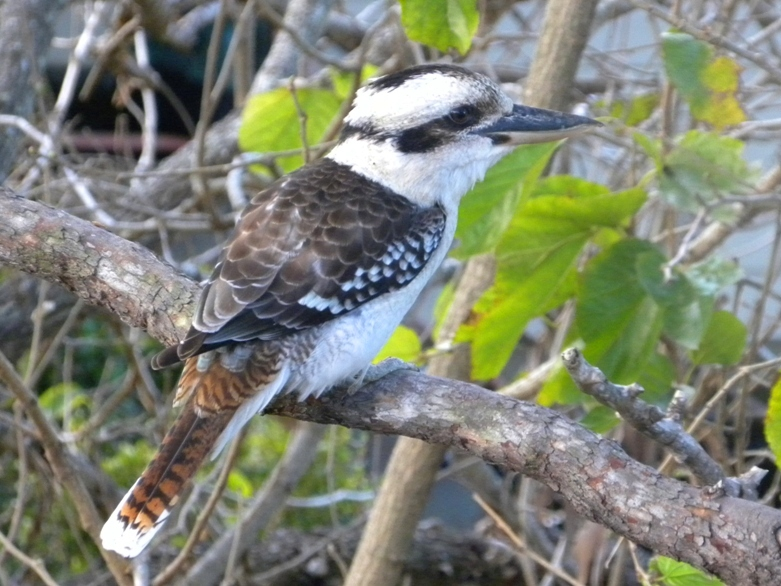
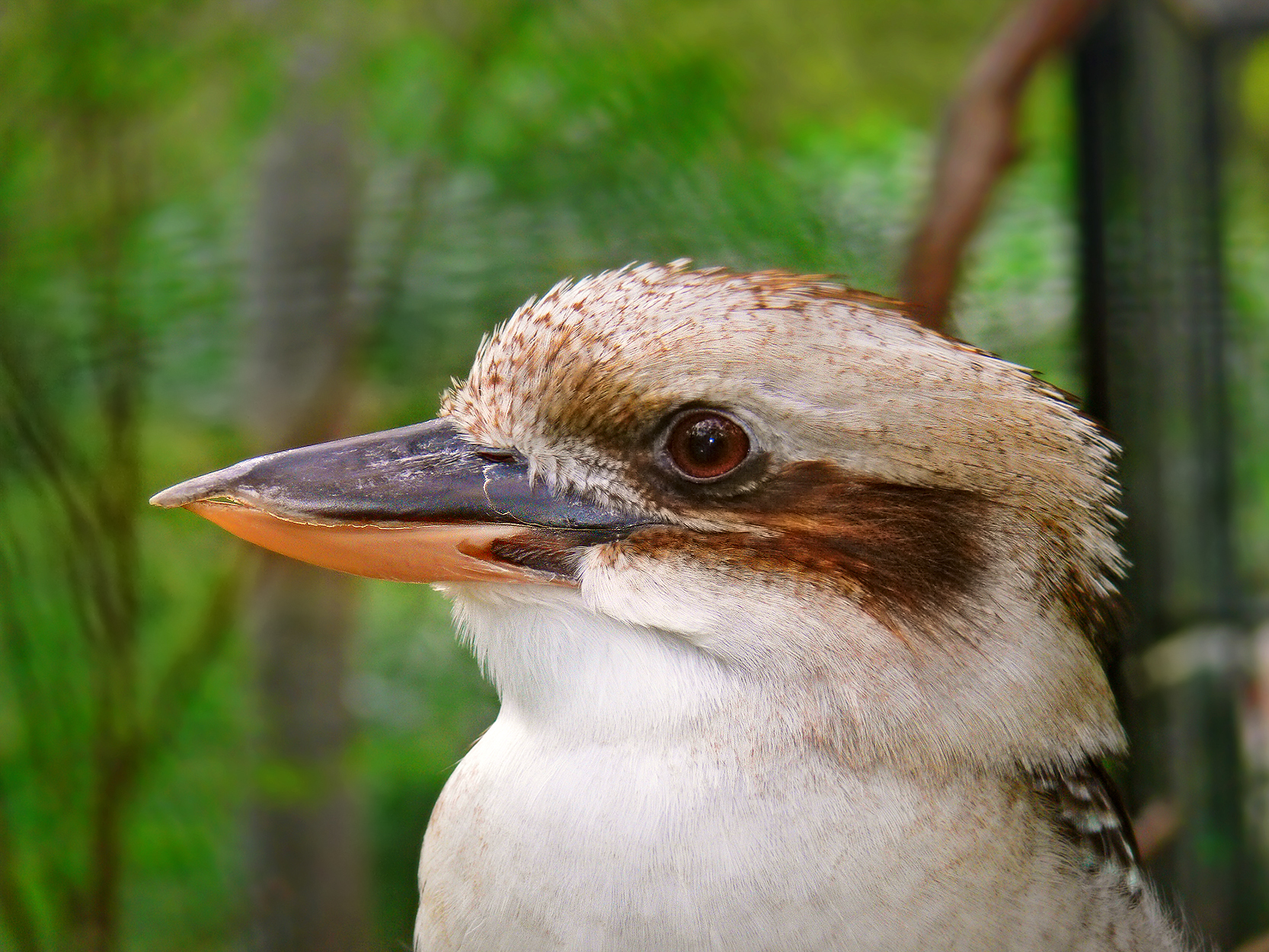
Голова кукабарры
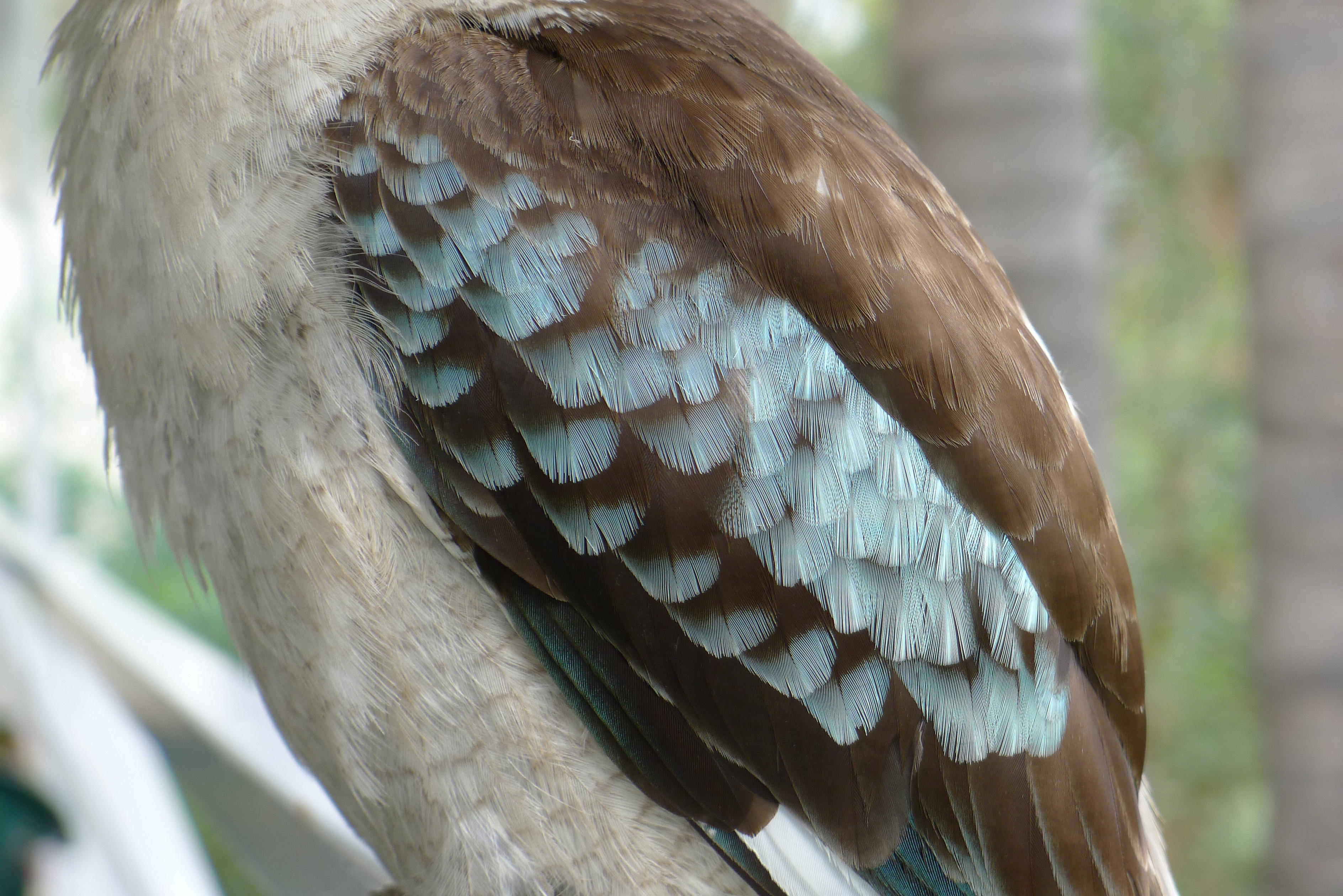
Крыло кукабарры
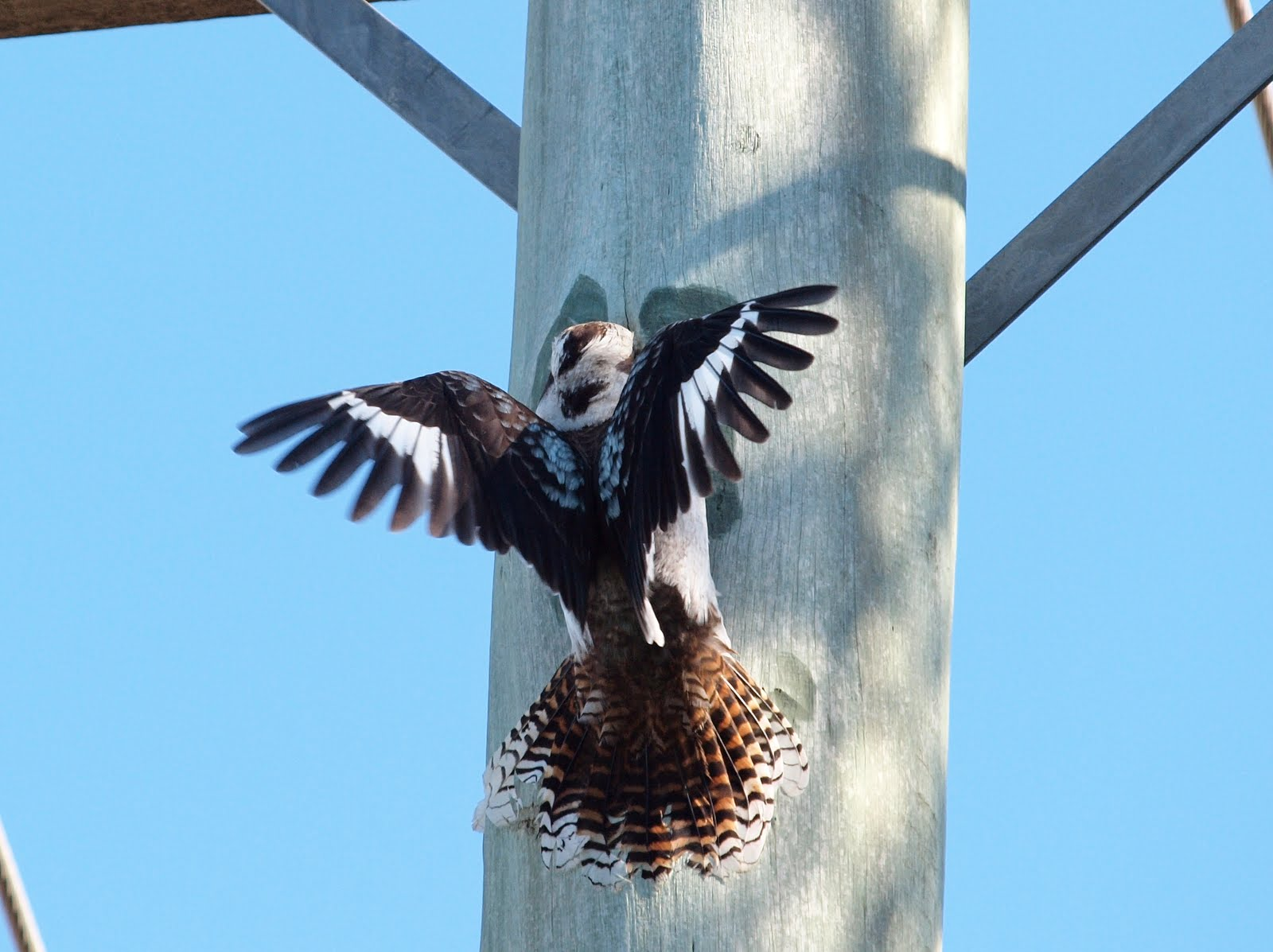
Самка кукабарры у гнезда